# Caddella spatulipilis
Espèce
Caddella spatulipilis est une espèce d'opilions dyspnois de la famille des Acropsopilionidae.

## Distribution
Cette espèce est endémique du Cap-Occidental en Afrique du Sud. Elle se rencontre vers Franschhoek, Worcester et Caledon.

## Description
Le syntype mesure 3,5 mm.

## Liste des sous-espèces
Selon World Catalogue of Opiliones (29/03/2023) :
- Caddella spatulipilis caledonica Lawrence, 1934
- Caddella spatulipilis spatulipilis Lawrence, 1934

## Systématique et taxinomie
Cette espèce a été décrite par Lawrence en 1934.

## Publication originale
- Lawrence, 1934 : « New South African Opiliones. » Annals of the South African Museum, vol. 30, no 4, p. 549–586 (texte intégral).